# Closterkeller
Closterkeller este o trupă muzicală poloneză formată la 1 ianuarie 1988, în Varșovia, din inițiativa lui Przemysław Guryn, Jacek Skirucha și a vocalistei Anja Orthodox.

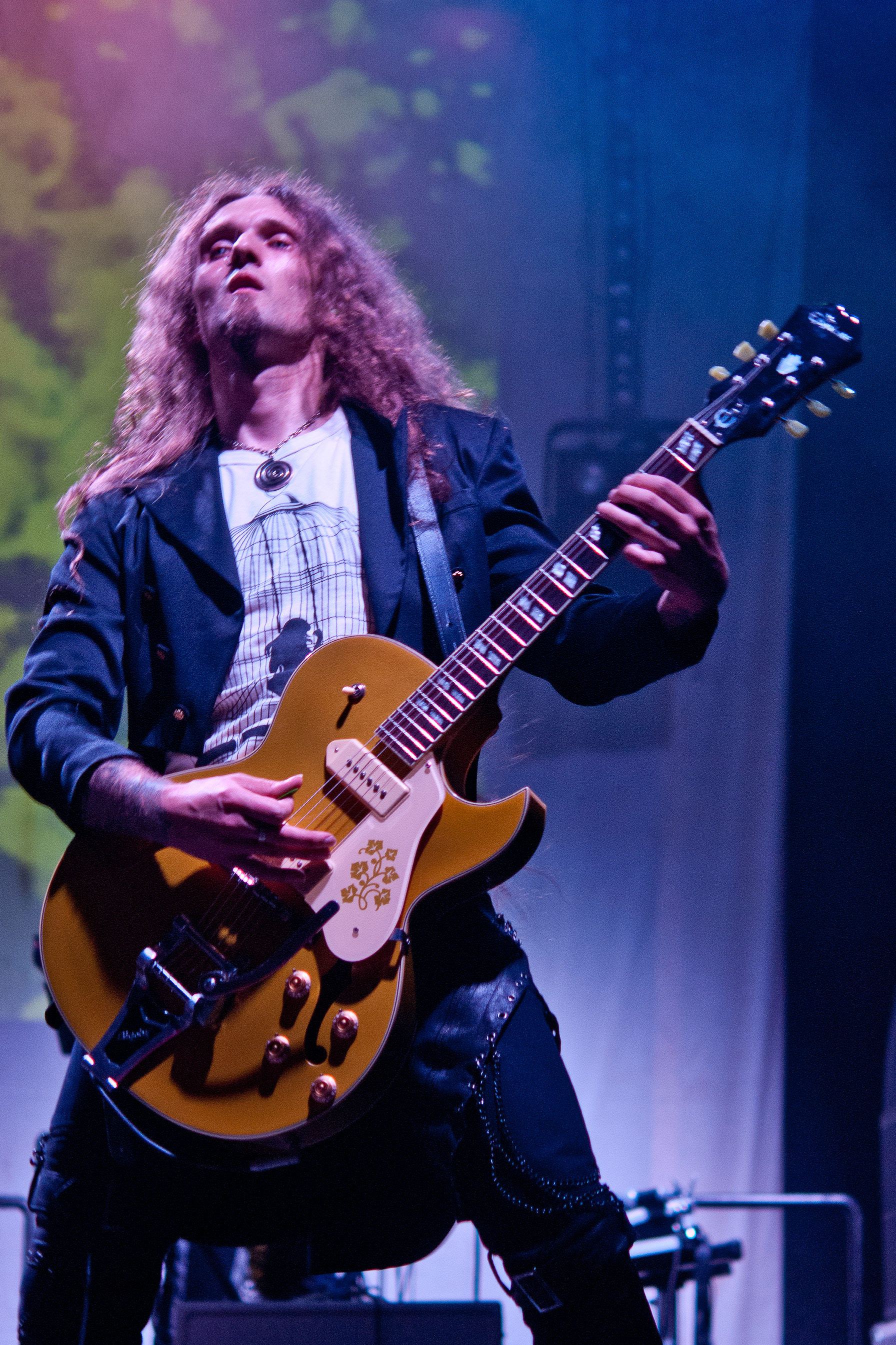
Mariusz Kumala, 2012

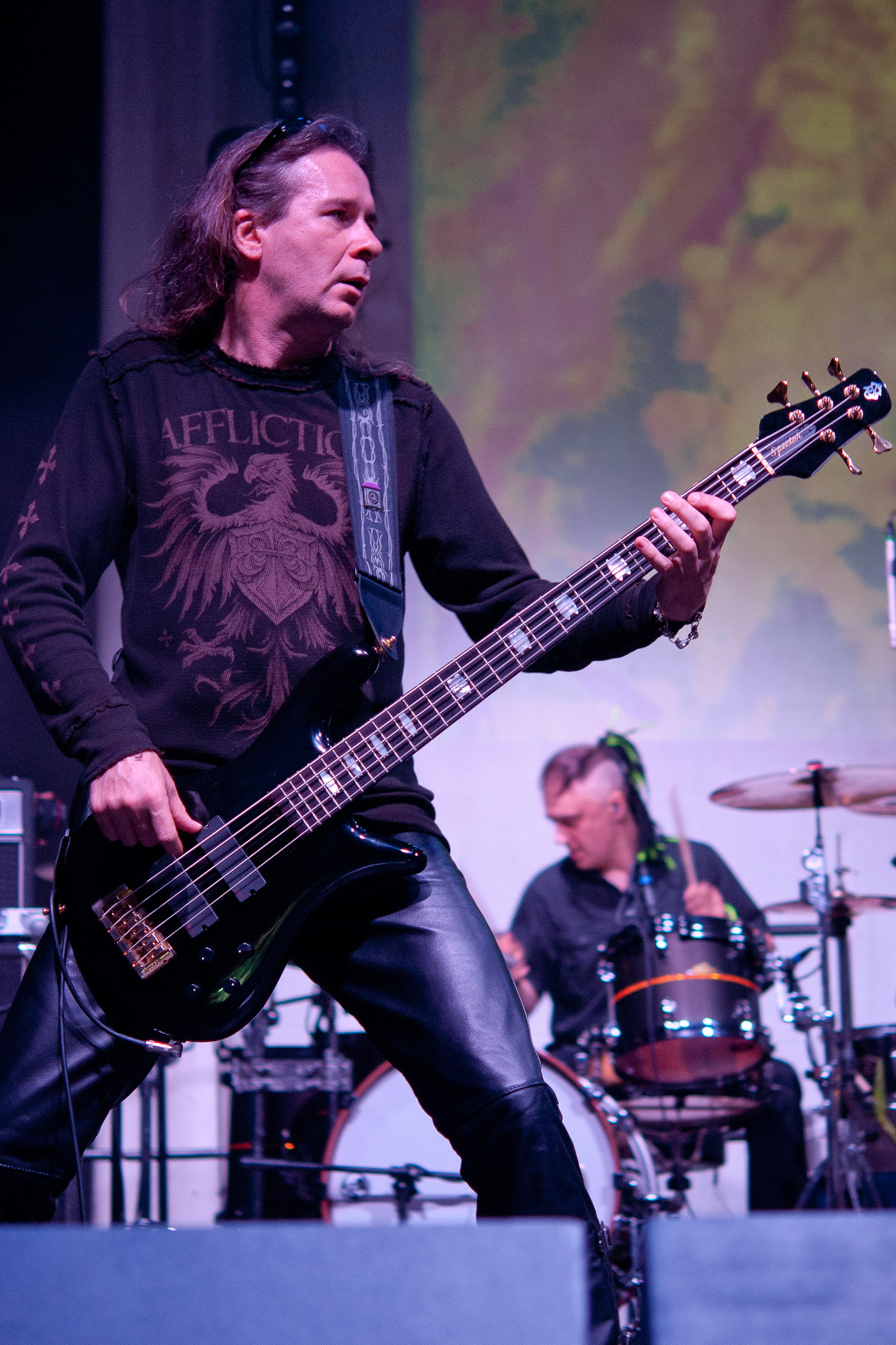
Krzysztof Najman, 2012

## Componență
Membri actuali
- Anja Orthodox – voce, clape (din 1988)
- Michał "Rollo" Rollinger – clape (din 1990)
- Adam Najman – baterie (din 2014)
- Aleksander "Olek" Gruszka – chitară bas (din 2014)
- Mariusz Kumala – chitară (2006-2013, din 2015)

Foști membri
- Grzegorz Tomczyk – baterie (1988-1989)
- Przemysław Guryn – clape (1988-1991)
- Jacek Skirucha – chitară (1988-1992)
- Tomasz "Wolfgang" Grochowalski – chitară bas (1988-1992)
- Andrzej "Szczota" Szymańczak – baterie (1989-1991)
- Piotr Bieńkowski – baterie (1989-1990)
- Marcin "Freddie" Mentel – chitară (1999-2006)
- Paweł Pieczyński – chitară (1992-2000)
- Robert Ochnio – chitară (1992)
- Marcin "Pucek" Płuciennik – chitară bas (1999-2006)
- Piotr "Pawłoś" Pawłowski – baterie (1991-1997)
- Dariusz Boral – clape (1995-1996)
- Tomasz "Mechu" Wojciechowski – clape, chitară (1996-1998)
- Andrzej Kaczyński – chitară bas (1999)
- Piotr Czyszanowski – chitară bas (1999)
- Tomasz Kasprzycki – chitară (1992)
- Mikis Cupas – chitară (1991)
- Jarosław Kidawa – chitară (1991)
- Zbigniew Kumorowski – baterie (1990-1991)
- Krzysztof Dominik – baterie (1989), manager (1994-1997)
- Janusz Jastrzębowski – baterie (2006-2011)
- Gerard "Gero" Klawe – baterie (1997-2006, 2011-2013)
- Krzysztof Najman – chitară bas (1992-1999, 2006-2014)
- Robert "Qba" Kubajek – baterie (2013-2014)
- Zuzanna "ZuZa" Jaśkowiak – chitară (2014-2015)

## Discografie

### Albume de studio
- Purple (1990)
- Blue (1992)
- Violet (1993)
- Scarlet (1995)
- Cyan (1996)
- Graphite (1999)
- Nero (2003)
- Aurum (2009)
- Bordeaux (2011)